# Slušovice
Slušovice (německy Sluschowitz) jsou město v okrese Zlín ve Zlínském kraji. Leží deset kilometrů severovýchodně od Zlína na řece Dřevnici. Žije zde přibližně 3 000 obyvatel.

## Historie
První písemná zmínka o Slušovicích pochází z roku 1261. Obec byla zničena a vypálena roku 1424 v rámci takzvané bitvy u Slušovic mezi kališnickým šlechticem Bočkem z Poděbrad a katolickým vojskem s vojsky olomouckého biskupa Jana XII. Železného a Jiříka ze Šternberka a Lukova v rámci husitských válek na Moravě. Roku 1446 získaly Slušovice městská práva.
Největší rozmach nastal po druhé světové válce, kdy došlo k prudkému nárůstu počtu obyvatel a rozvoji místního zemědělského družstva, které se stalo jakousi výkladní skříní socialistického Československa. Za tímto úspěchem stál především František Čuba.
Dne 30. května 1996 získaly Slušovice opět status města.

## Obyvatelstvo
| Rok            | 1869 | 1880 | 1890 | 1900 | 1910  | 1921  | 1930  | 1950  | 1961  | 1970  | 1980  | 1991  | 2001  | 2011  | 2021  |
| -------------- | ---- | ---- | ---- | ---- | ----- | ----- | ----- | ----- | ----- | ----- | ----- | ----- | ----- | ----- | ----- |
| Počet obyvatel | 907  | 955  | 930  | 973  | 1 061 | 1 086 | 1 091 | 1 246 | 1 375 | 1 369 | 1 902 | 2 760 | 2 985 | 2 924 | 2 825 |
| Počet domů     | 164  | 178  | 185  | 178  | 184   | 184   | 207   | 248   | 267   | 302   | 398   | 508   | 549   | 577   | 599   |

## Městská správa

### Městské symboly
Znak a vlajka byly městu uděleny rozhodnutím předsedy Poslanecké sněmovny Parlamentu České republiky dne 5. května 1994.

## Pamětihodnosti
- Kostel Narození svatého Jana Křtitele

## Fotogalerie

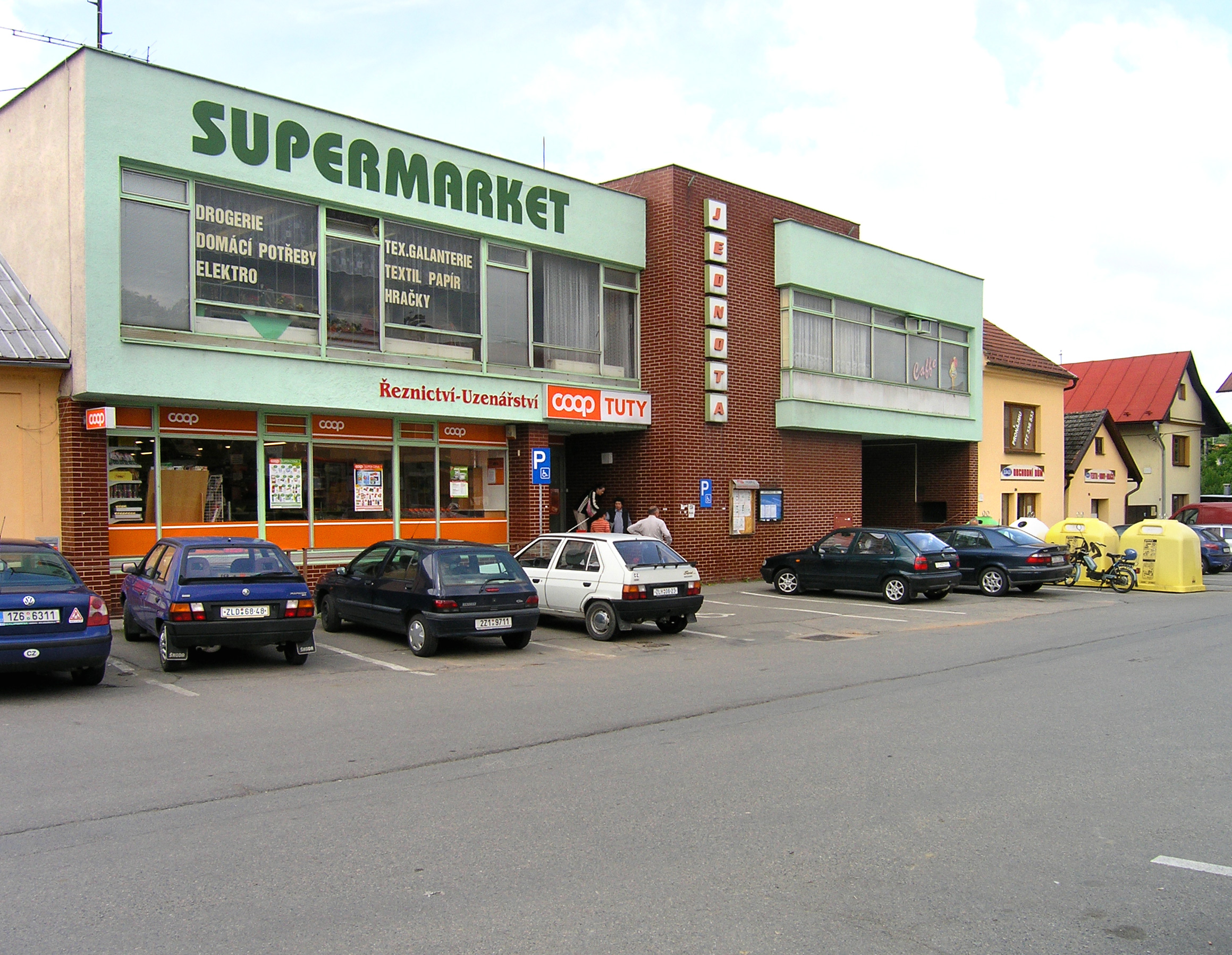
Obchod na nám. Svobody
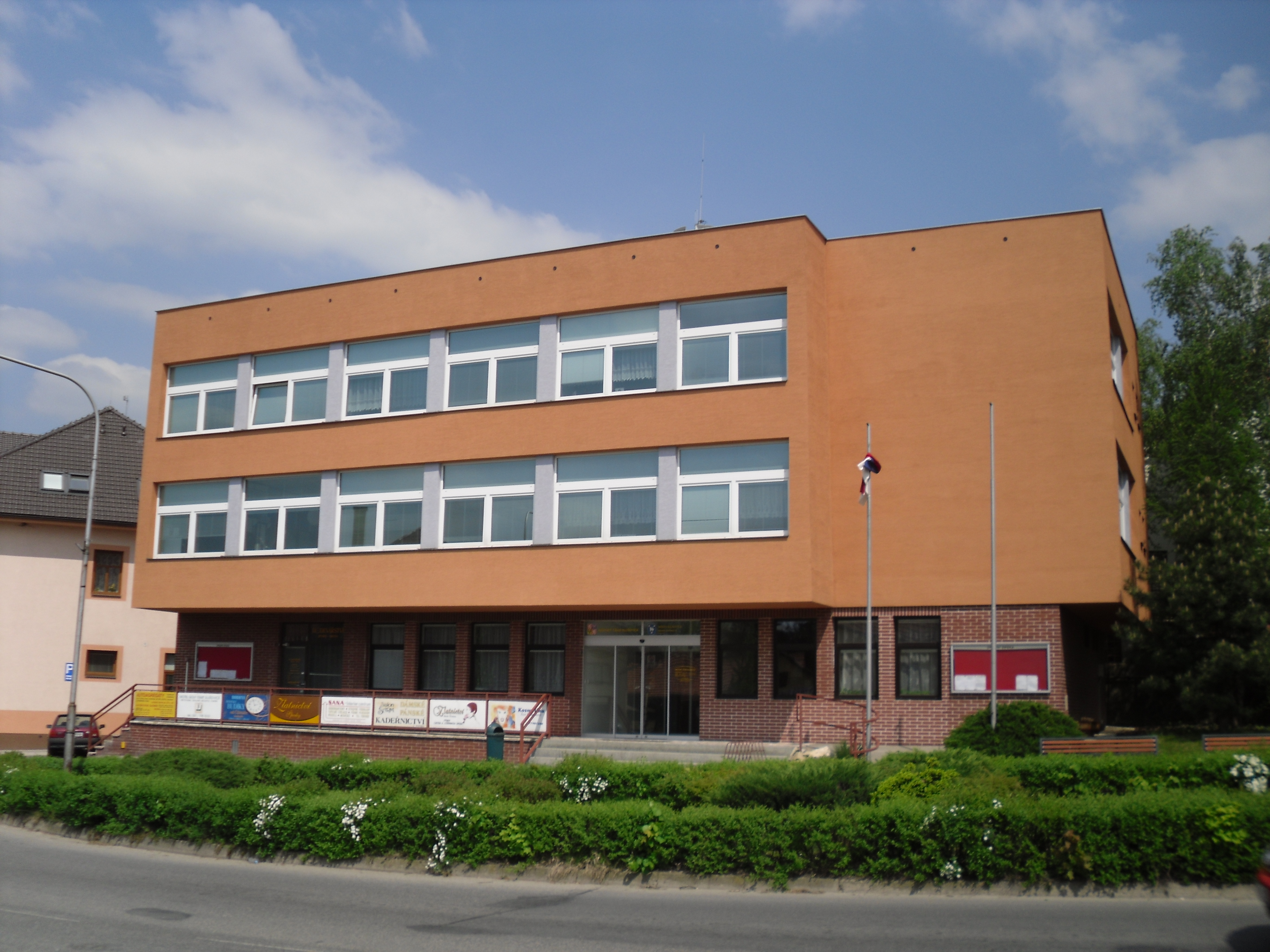
Městský úřad
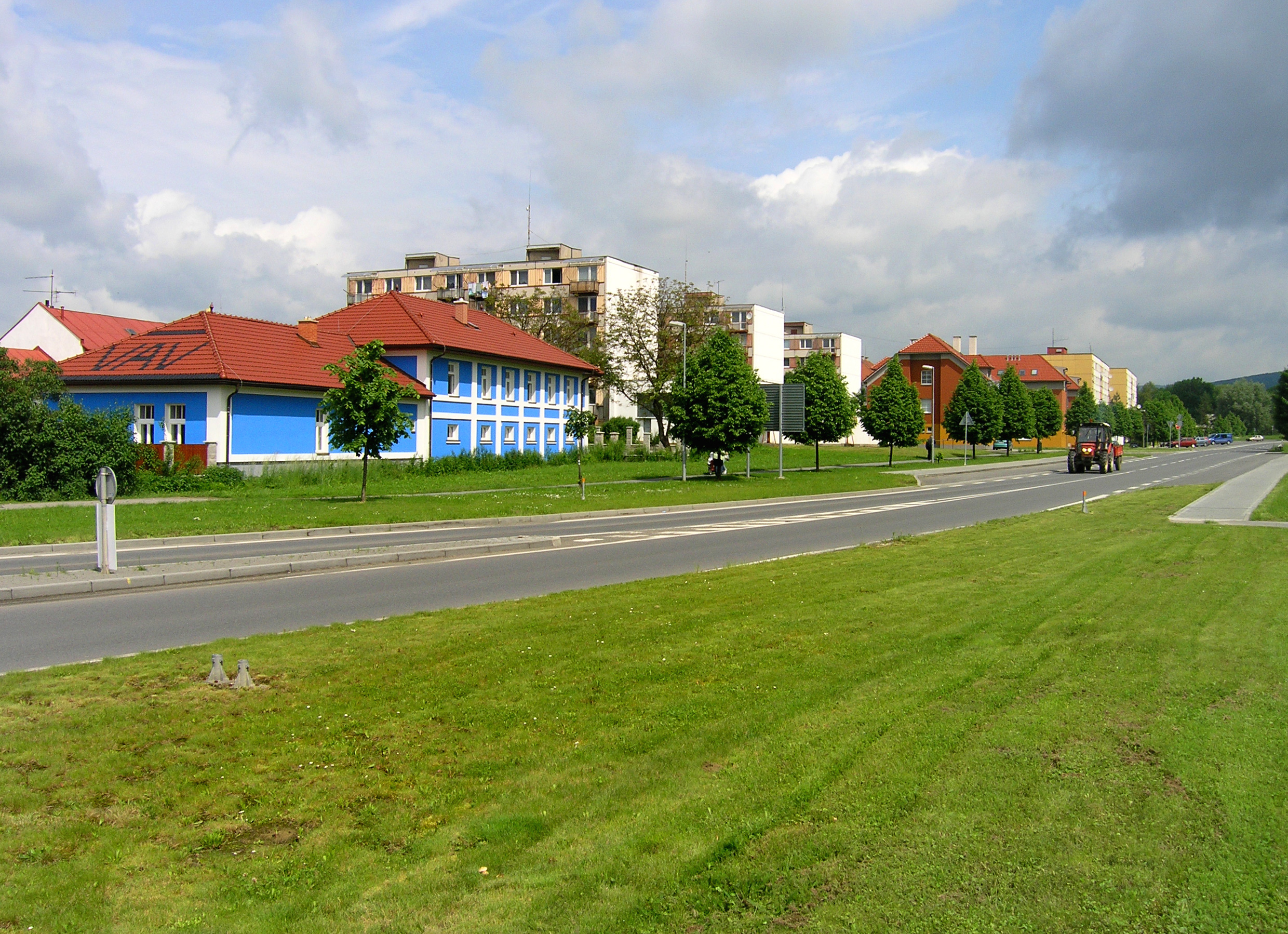
Dostihová ulice
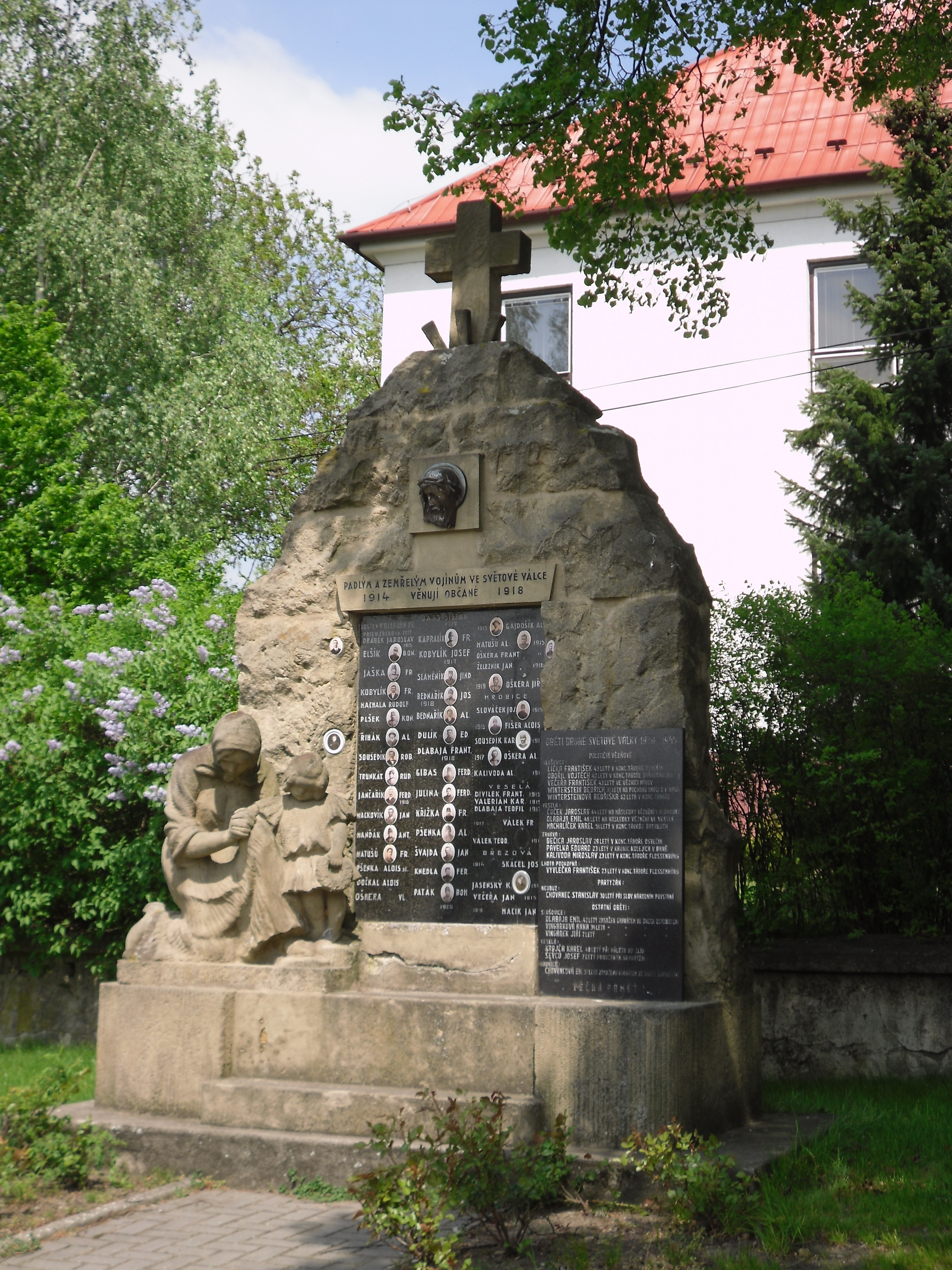
Pomník padlým